# Theodor Haag
Theodor Haag   (Le Havre, 13 de març de 1901 - 27 d'agost de 1956) va ser un jugador d'hoquei sobre herba alemany que va competir durant la dècada de 1920 i 1930.
El 1928 va prendre part en els Jocs Olímpics d'Amsterdam, on va guanyar la medalla de bronze com a membre de l'equip alemany en la competició d'hoquei sobre herba. Fou 22 vegades internacional entre 1925 i 1933.